# Haplocnemata
Haplocnemata – takson stawonogów z gromady pajęczaków, obejmujący zaleszczotki i solfugi.
Charakterystyczną cechą tych pajęczaków jest obecność rostrosomy – aparatu przedgębowego z częścią grzbietową utworzoną przez doprzodowe przedłużenie nadgębia doczepione do powiększonych bioder nogogłaszczków i ograniczone po bokach wyrostkami bocznymi nogogłaszczków, a częścią brzuszną utworzoną przez zrośnięcie się z biodrami nogogłaszczków pośrodkowo-brzusznych apofiz sternalnych (sternapophysis). Dwuczłonowe szczękoczułki cechują się połączeniem z karapaksem za pomocą brzuszno-grzbietowego stawu wewnętrznego oraz stawu grzbietowo-bocznego. Odnóża cechują się rzepkami wydłużonymi w formę przypominającą uda. Ponadto przynajmniej dorosłe osobniki mają apotel przekształcony w wywracalne empodium lub w przylgę. Opistosoma ma przetchlinki układu oddechowego na trzecim i czwartym segmencie.
Takson ten został wprowadzony w 1904 roku przez Carla J.B. Börnera w randze sekcji w obrębie podgromady Lipoctena. Ludwig van der Hammen w pracy z 1977 nadał mu rangę odrębnej gromady pod nazwą Apatellata. Peter Weygoldt i Hannes Paulus nadali mu rangę nadrzędu w obrębie podsekcji Holotracheata, sekcji Apulmonata i podgromady Lipoctena. Według ich analizy Haplocnemata zajmowały pozycję siostrzaną dla Cryptoperculata. Ludwig van der Hammen w pracy z 1989 umieścił je w nadgromadzie Rostrosomata i gromadzie Sternocoxata jako siostrzane dla Epimerata. W 1990 Jeffrey Shultz przeprowadził analizę na podstawie której umieścił Haplocnemata w Dromopoda, w obrębie kladu Novogenuata jako siostrzane dla skorpionów. Takie same wyniki w tym zakresie uzyskali W.C. Wheeler i Cheryl Hayashi w 1998 oraz Gonzalo Giribet i inni w 2002. W analizie J. Shultza z 2007 ponownie rozpoznano Dromopoda i Haplocnemata, ale te drugie tym razem zajęły pozycję siostrzaną dla Stomothecata. Monofiletyzmowi Haplocnemata przeczą natomiast wyniki nowszych analiz filogenetycznych: Mirosławy Dabert i innych z 2010 (Acariformes siostrzane dla solfug, a Parasitiformes dla zaleszczotków), Almira Pepato i innych z 2010 (kapturce siostrzane dla Tetrapulmonata; Acariformes siostrzane dla solfug, tworzące z nimi Poecilophysidea), A. Pepato i P.B. Klimowa z 2015 (monofiletyczne Poecilophysidea, siostrzane dla Parasitiformes), Russella Garwooda i Jasona Dunlopa z 2014 (solfugi zajmują pozycję siostrzaną dla Acariformes, a skorpiony dla zaleszczotków) oraz Jesúsa Ballesterosa i Prashanta Sharmy z 2019 (zaleszczotki w pozycji siostrznej dla Acariformes).